# 863
863（八百六十三、八六三、はっぴゃくろくじゅうさん）は自然数、また整数において、862の次で864の前の数である。

## 性質
- 863は150番目の素数である。1つ前は859、次は877。
  - 約数の和は864。
- 23番目の安全素数である。1つ前は839、次は887。
- 86…63 の形の最小の素数である。次は8663。ただし挟まれた数は無くてもいいとすると最小は83。(オンライン整数列大辞典の数列 A101074)
- 5つの連続する素数の和で表せる38番目の数である。1つ前は839、次は891。
863 = 163 + 167 + 173 + 179 + 181
  - 5つの連続する素数の和が素数になる22番目の数である。1つ前は839、次は941。
- 7つの連続する素数の和で表せる28番目の数である。1つ前は827、次は905。
863 = 107 + 109 + 113 + 127 + 131 + 137 + 139
  - 7つの連続する素数の和が素数になる15番目の数である。1つ前は827、次は947。
- 1/863 は循環節の長さが862の循環小数となる。
  - 逆数が循環小数になる数で循環節が862になる最小の数である。次は1726。
  - 循環節が n −1 である巡回数を作る53番目の素数である。1つ前は857、次は887。
- 863 = 23 + 73 + 83
  - 3つの正の数の立方数の和1通りで表せる114番目の数である。1つ前は862、次は881。(オンライン整数列大辞典の数列 A025395)
  - 3つの正の数の立方数の和で表せる27番目の素数である。1つ前は857、次は881。(オンライン整数列大辞典の数列 A007490)
  - 異なる3つの正の数の立方数の和1通りで表せる60番目の数である。1つ前は862、次は881。(オンライン整数列大辞典の数列 A025399)
  - 異なる3つの正の数の立方数の和で表せる13番目の素数である。1つ前は853、次は881。(オンライン整数列大辞典の数列 A122723)
  - n = 3 のときの 2n + 7n + 8n の値とみたとき1つ前は117、次は6513。(オンライン整数列大辞典の数列 A074544)
- 863 = 13 + 23 + 53 + 93
  - 4つの正の数の立方数の和で表せる241番目の数である。1つ前は861、次は864。(オンライン整数列大辞典の数列 A003327)
  - 異なる正の数の4つの立方数の和1通りの形で表せる58番目の数である。1つ前は861、次は864。(オンライン整数列大辞典の数列 A025408)
- 各位の和が17になる51番目の数である。1つ前は854、次は872。

## その他 863 に関連すること
- 西暦863年
- 紀元前863年
- 863計画